# 月光山陽號列車
月光山陽（日语： Moonlight Sanyō */?）號列車是由西日本旅客鐵道（JR西日本）運行於京都站至下關站之間的臨時夜行快速列車。

## 概要
此列車在1988年12月起開辦，當時行走於新大阪站至廣島站之間。翌年1989年8月，行走區間擴大至京都站至廣島站之間。在2001年3月，隨著日本環球影城（USJ）開幕，為了加能運送觀光客，列車終點站從廣島站延伸至下關站。
在部分時期（只限年尾年初），列車會以「故鄉Liner山陽」的名義行走。在2001年春天起，名稱與其他月光號列車統一，名為「月光山陽」。
但是，隨著2005年6月於岡山站進行翻新工程而暫停行駛，隨後沒有再行走。

### 列車名的由來
名稱取自JR各公司的夜行快速列車名「月光」，而冠以該列車行走的山陽地方而成。

## 廢除前的運行概況
主要在夏季與年尾年初多客時期行走。
在京都站至岡山站之間與「月光高知」、「月光松山」結併行走。此列車為臨時列車，加上於晚上和深夜行走，由於晚上較多貨運列車行走，因此較難安排時間表以減少干預貨運列車。

### 停車站
京都站 - 新大阪站 - 大阪站 - 三之宮站 - 神戶站 - 明石站 - 加古川站 - 姬路站 - 岡山站 - 廣島站 - 宮島口站 - 岩國站 - 柳井站 - 光站 - 下松站 - 德山站 - 防府站 - 新山口站 - 宇部站 - 厚狹站 - 下關站

### 使用車輛
客車方面，使用了宮原綜合運輸所所屬的14系客車。客車使用JR西日本夜行列車、團體專用車輛運行改裝的「Spur＆Resort」款式，因此座椅的傾斜度大大降低。此外，每隔一天，列車便連結展望席和迷你休息室。
所有車廂都是普通車指定席，沒有自由席。

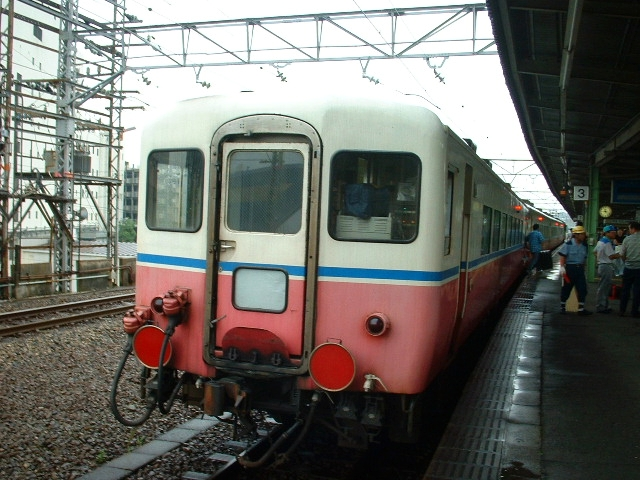
用於「Spur＆Resort」的14系客車（下關站）
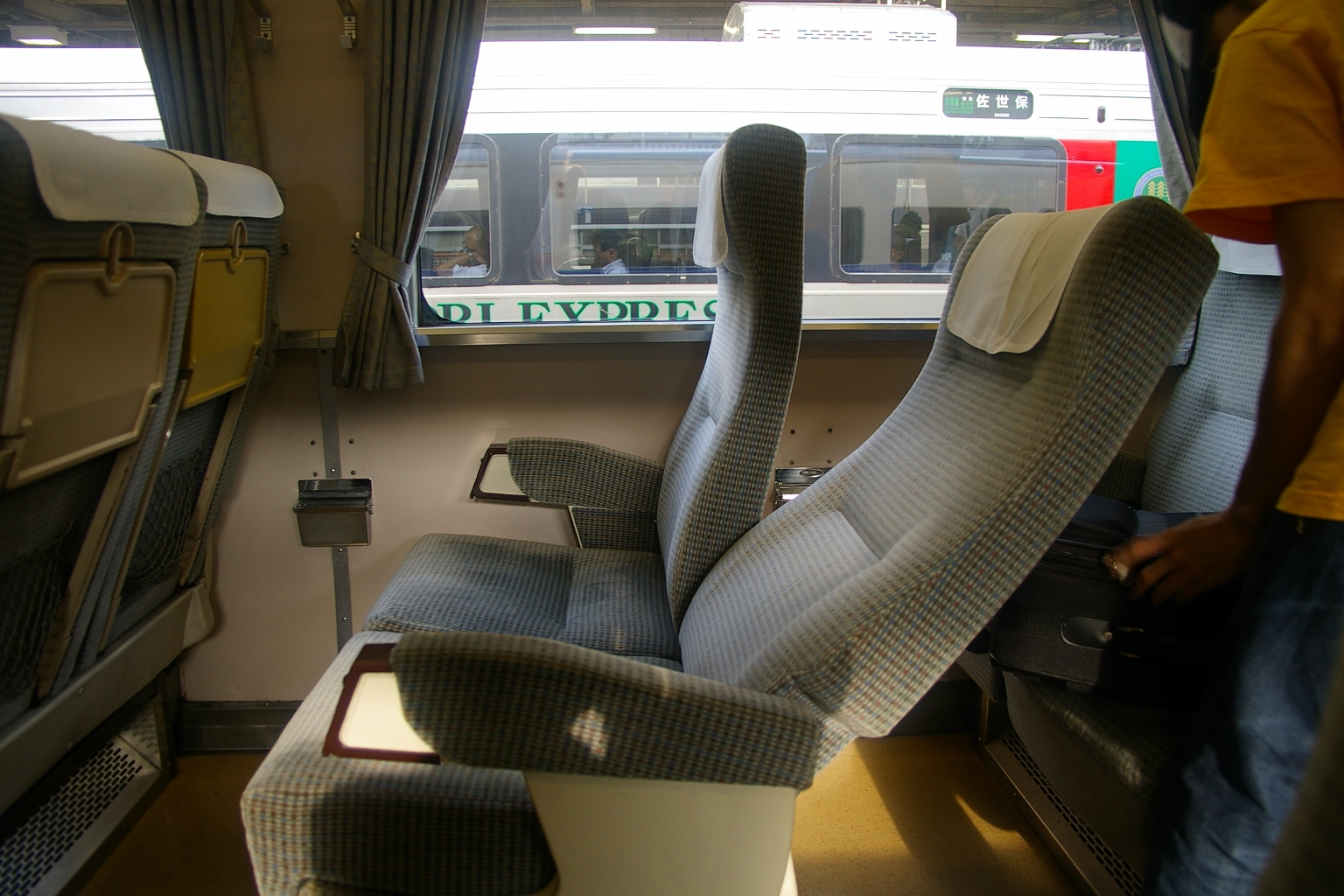
車內可調較的座位
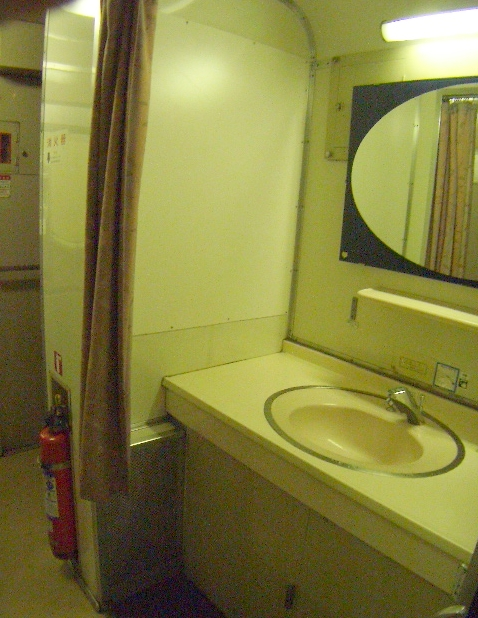
洗手盆設有自動感應

### 擔業乘務員區所
- 車長
  - 京都站 - 廣島站之間…廣島車長區（日语：広島車掌区）
  - 廣島站 - 下關烘之間…德山乘務員中心（日语：徳山地域鉄道部#徳山乗務員センター）

## 歷史
- 1988年12月：列車開始行走於新大阪站至廣島站之間。
- 1989年8月：列車行走區間擴大至京都站至廣島站之間。開始與「月光高知」結併。
- 1995年4月：開始與「月光松山」結併。
- 2000年7月：為了加強山陽方向與USJ之間的觀光客運輸通力，列車行走區間擴大至京都站至下關站之間。同時車輛從14系的一般車輛改為「Spur＆Resort」。
- 2002年7月：大阪站至下關站之間開設臨時快速列車「荷里活特快」。
該列車，Joyful Train列車之一，以運送乘客往USJ。
- 2004年5月：「荷里活特快」結束行走。
- 2005年6月：由於岡山站進行翻新事程，列車暫停行走[2]。把剩下的客車用在重複行走向區間，使用同款車輛的「月光九州號」（新大阪站 - 博多站），該列車由6輛增加至8輛。